# 大石正幸
大石 正幸（おおいし まさゆき）は、日本陸軍の軍人（陸軍士官学校第30期）。最終階級は憲兵大佐。1941年（昭和16年）に第2野戦憲兵隊長としてマレー作戦に参加、1942年（昭和17年）2月、シンガポール占領後のシンガポール華僑粛清事件で市内の粛清を指揮したことで知られる。1947年（昭和22年）4月、同事件のBC級戦犯裁判で死刑判決を受け、同年6月にチャンギ刑務所で刑死。

## 経歴
- 石川県出身[2][3]。
- 1915年（大正4年）3月 - 金沢第一中学校卒業（第22回生）
- 1918年（大正7年）12月25日 - 歩兵少尉、歩兵第25聯隊附
- 1922年（大正11年）3月6日 - 歩兵中尉
- 1926年（大正15年）6月30日 - 憲兵中尉、京城憲兵隊附
- 1927年（昭和2年）12月16日 - 金沢憲兵隊副官
- 1928年（昭和3年）3月24日 - 憲兵大尉
- 1929年（昭和4年）4月15日 - 大阪憲兵隊難波憲兵分隊長
- 1931年（昭和6年）5月11日 - 久留米憲兵隊小倉憲兵分隊長
- 1932年（昭和7年）9月8日 - 久留米憲兵隊附
- 1933年（昭和8年）12月20日 - 久留米憲兵隊福岡憲兵分隊長
- 1935年（昭和10年）3月15日 - 京城憲兵隊龍山憲兵分隊長、10月 2日 憲兵少佐
- 1937年（昭和12年）北支派遣分隊長。通州事件の発生当時、北支那方面軍参謀長山下奉文少将に手腕を認められる[3]。
- 1939年（昭和14年）旭川憲兵隊長
- 1940年（昭和15年）宇都宮憲兵隊長
- 1941年（昭和16年）憲兵中佐、第2野戦憲兵隊長、マレー作戦参加
- 1942年（昭和17年）第25軍憲兵隊長
- 1943年（昭和18年）陸軍憲兵学校研究部主事
- 1944年（昭和19年）帯広憲兵隊長
- 1945年（昭和20年）
  - 3月1日 - 陸軍憲兵大佐[4]
  - 3月17日 - 北部憲兵隊釧路地区憲兵隊長[5]

## 軍事裁判
1947年（昭和22年）4月2日、シンガポール華僑粛清事件で死刑判決を受け、同年6月26日、チャンギ刑務所で刑死。
辞世の句「心には かげやどすべき ものゝなし おのずからなる さだめと思へぱ」
事件当時、第2野戦憲兵隊の分隊長だった大西覚の回顧録によると、河村参郎中将（陸士29期首席）・大石憲兵大佐はむしろ粛清に反対したが、命令の当事者であった辻政信参謀（陸士36期首席）が逃亡中だったために、責任をとらされて処刑されたとしている。裁判において河村・大石らの指揮官たちは、短期間に大量の市民から敵性華人を選り分けるのは不可能であると、辻たち上層部に抗弁したが認められなかったと証言している。辻は、河村・大石の両名が処刑された後に世間に現れ、結果的に戦犯にはならなかった。